# Elecciones legislativas de Colombia de 1951
En 1951, durante el gobierno de Laureano Gómez se efectuaron en Colombia elecciones para elegir los miembros del Senado y la Cámara de Representantes. Esta elección significaría la reapertura del Congreso, tras el cierre decretado en 1949 por el presidente anterior, Mariano Ospina Pérez. Sin embargo. Debido a la tensa situación de orden público, el Partido Liberal se abstuvo de participar en las elecciones.
De igual forma, el propio gobierno conservador suspendió los comicios en el departamento del Valle del Cauca y aproximadamente en trescientas localidades de todo el país. Sólo presentaron candidaturas de oposición el Partido Comunista, a pesar de que las elecciones también fueron suspendidas en algunos de sus más importantes focos electorales, y un sector minoritario del liberalismo.

## Resultados

### Senado
| Partido               | Votos   | %   | Escaños | +/– |
| --------------------- | ------- | --- | ------- | --- |
| Partido Conservador   | 922,607 | 0.6 | 40      | +11 |
| Partido Liberal       | 5,586   | 0.6 | 0       | –34 |
| Partido Comunista     | 3,856   | 0.4 | 0       | 0   |
| Escaños vacantes      | –       | –   | 22      | –   |
| Votos blancos y nulos | 3,089   | –   | –       | –   |
| Total                 | 935,138 | 100 | 62      | –1  |

### Cámara de Representantes
| Party                   | Votos   | %    | Escaños | +/– |
| ----------------------- | ------- | ---- | ------- | --- |
| Partido Conservador     | 921,370 | 98.9 | 71      | +8  |
| Partido Liberal         | 5,681   | 0.6  | 0       | –69 |
| Partido Comunista       | 4,418   | 0.5  | 0       | 0   |
| Escaños vacantes        | –       | –    | 61      | –   |
| Votos en blanco y nulos | 3,111   | –    | –       | –   |
| Total                   | 934,580 | 100  | 132     | 0   |

## Fuente
- Dieter Nohlen (Editor), Elections in the Americas. Vol 2: South America. Oxford University Press, 2005